# Morne Lastic
Morne Lastic es una localidad de Santa Lucía que forma parte del distrito de Soufrière.